# Großtreben-Zwethau
Großtreben-Zwethau era un comune della Sassonia, in Germania.
Faceva parte del circondario (Landkreis) della Sassonia settentrionale (targa TDO) ed era parte della comunità amministrativa (Verwaltungsgemeinschaft) di Beilrode.
A partire dal 1º gennaio 2011 si è fuso con il comune di Beilrode.